# Can Buscastells
Can Buscastells és una masia al sud del terme de Maçanet de la Selva inclosa a l'Inventari del Patrimoni Arquitectònic de Catalunya. La casa original està datada de mitjans segle xiii. El mas Buscastells depèn de Maçanet des de 1854, quan una ordre reial (Isabel II d'Espanya) va permetre el pas de Fogars a Maçanet. Dins la propietat cal destacar l'existència d'un pou de gel, d'abastiment familiar i d'exportació, i d'un forn de rajols.
Mas format bàsicament per dos edificis adossats de dos i tres pisos respectivament i de coberta de dos vessants a façana. El cos de l'esquerra és el més antic i té una porta d'accés amb arcada de mig punt adovellada i finestres amb muntants, ampits i llindes de pedra. El cos de la dreta té la planta quadrada i tres àmplies obertures rectangulars a les tres plantes, balconades amb ferro forjat al primer i segon pis. A la part de darrere d'aquest sector hi ha una capella, construïda sobretot amb rajol i amb accés interior i exterior, dedicada a Isidre el Llaurador, a Sant Josep de la Muntanya i a la Verge Maria. D'aquesta capella cal destacar el campanar de cadireta, l'obertura ocular i l'interessant retaule de tres fornícules de mig punt entre columnes i falses arquitectures classicistes.
A més dels habitatges esmentats, també hi ha una altra casa, construccions per a magatzems i garatges, una piscina, bancals i un paller de dos pisos amb columna de rajol i bigues de fusta.